# Schone Kleren Campagne
De Schone Kleren Campagne (SKC; voorheen gespeld als "Kampagne" en afgekort SKK) is een Nederlandse organisatie, gevestigd in Amsterdam, die zich inzet voor arbeiders in de wereldwijde kleding- en sportgoederenindustrie, om de uitbuiting van werknemers in lagelonenlanden te stoppen. De SKC leeft voor een groot deel van giften van organisaties en individuen.

## Geschiedenis
De SKC ontstond in de jaren 1980, en werd in 1991 officieel opgericht. Een kleine groep mensen begon met acties om daarmee aandacht te vestigen op de omstandigheden waaronder kledingproductie plaatsvond. Aanvankelijk gebeurde dat door actie te voeren rond concrete misstanden. Halverwege de jaren 90 veranderde dit beleid, en besloot men zich meer toe te leggen op een meer structurele benadering om bedrijven ertoe te dwingen om misstanden in hun hele productieketen te voorkomen. Hierbij werd onder meer gestreefd naar het opstellen van een gedragscode voor bedrijven in de kledingindustrie.
Inmiddels is de SKC uitgegroeid tot een wereldwijd netwerk. Anno 2004 zijn er vestigingen in elf Europese landen, en zijn er in totaal zo'n 250 organisaties bij het project aangesloten. Het netwerk opereert onder de Engelse naam "Clean Clothes Campaign". In Vlaanderen wordt het gecoördineerd door de NGO Wereldsolidariteit.
In 1997 richtte de SKC in samenwerking met enkele andere maatschappelijke organisaties, vakbonden en het bedrijfsleven de "Fair Wear Foundation" (FWF) op.
De SKC zendt driemaal per jaar een nieuwsbrief rond aan abonnees, en geeft tweemaal per jaar het blad "Schoon genoeg" uit.

## Campagnes
In juni 2011 ondertekenden mondiale sportkledingmerken als Nike, Adidas en Puma en hun toeleveranciers onder druk van de SKC een convenant met de vakbonden van textielarbeiders in Indonesië. Daarin werd het organisatierecht van deze werknemers erkend, volgens SKC de basis voor een verbetering van hun leef- en werkomstandigheden. Nike ging zelfs na lang verzet over tot het uitbetalen van twee jaar achterstallige overuren.
Een greep uit de campagnes die er de afgelopen tijd door SKC gevoerd zijn:
- 2007: "Koop een stuk HEMA". Als winkelketen HEMA te koop staat, neemt SKC het initiatief om aandelen HEMA te koop aan te bieden. Als het bedrag van een miljoen euro wordt bereikt, kunnen de onderhandelingen beginnen. Het idee is om de HEMA om te vormen tot een collectief bedrijf dat sociaal en bewust omgaat met zaken als arbeidsomstandigheden (vooral in productielanden in de derde wereld) en milieu.
- 2005: De Kledingtour, waarbij onder meer een bustoer gehouden wordt langs winkels en bedrijven, publieksacties en voorlichting op scholen en aan lokale groepen.
- 2004: "Fair Play op de Spelen, eis eerlijk gemaakte sportkleding", tijdens de Olympische Spelen in Athene, in samenwerking met de FNV en Oxfam Novib. Deze campagne stelde de misstanden aan de kaak in de internationale sportkledingindustrie.
- "North Sails wipes out! (on workers' rights)", een campagne tegen de slechte arbeidsvoorwaarden in Sri Lanka waaronder de surfzeilen van North Sails geproduceerd worden.
- 2002: Succesvolle campagne tegen de slechte arbeidsomstandigheden bij de Taiwanese kledingfabrikant Nien Hsing, in samenwerking met vakbonden en een aantal andere actiegroepen in Canada en de VS. Druk werd uitgeoefend op de afnemers van deze kleding (zoals K-mart, Sears, Gap en Cherokee) die vervolgens zijn weerslag had op Nien Hsing.
- 2001: Op 20 mei 2001 werd er in Leuven een stratenloop georganiseerd. 150 lopers liepen door de stad rond met een 'onrecht is slecht' T-shirt. Intussen werkte de campagne al in 5 landen samen met bedrijven om een controlesysteem te ontwikkelen en uit te werken.
- 1996: 25 organisaties komen naar een Schone Kleren-platform in Vlaanderen. Wereldsolidariteit staat centraal. Het verzamelen van handtekeningen via tijdschriften was een succes, 9100 reacties. Ze leggen contact met de Kledingfederatie, die de Belgische kledingfabrikanten groepeert.